# Arménie prospère
Arménie prospère (en arménien Բարգավաճ Հայաստանի Կուսակցություն, Bargavadj Hayastani Kusaktsutyun, BHK) est un parti politique d'Arménie fondé en 2004 par l'homme d'affaires Gagik Tsarukyan. Lors des élections législatives arméniennes de 2007, il fait son entrée à l'Assemblée nationale en remportant 14,68 % des votes, ce qui en fait le deuxième parti de cette législature. Arménie prospère compte 25 députés à l'Assemblée.
Le parti a apporté son soutien à Serge Sarkissian, lors de l'élection présidentielle de 2008.
Le 16 juin 2020, Tsarukian est arrêté après la levée de son immunité parlementaire par le Parlement,.

## Résultats électoraux

### Élections législatives
| Année | Votes   | %    | Rang | Députés  | Gouvernement                                                       |
| ----- | ------- | ---- | ---- | -------- | ------------------------------------------------------------------ |
| 2007  |         |      | 2e   | 25 / 131 | Serge Sarkissian II (2007-2008), Tigran Sarkissian I (2008-2012)   |
| 2012  |         |      | 2e   | 37 / 131 | Opposition                                                         |
| 2017  | 428 965 | 27,4 | 2e   | 31 / 105 | Opposition (2017-2018), Pachinian I (2018), opposition (2018-2019) |
| 2018  | 103 824 | 8,27 | 2e   | 26 / 132 | Opposition                                                         |
| 2021  | 50 444  | 3,95 | 4e   | 0 / 107  | Extra-parlementaire                                                |